# 단백열량부족증
단백열량부족증(kwashiorkor) 또는 크와시오르코르 또는 콰시오커는 부종과 지방 침윤이 있는 간의 비대를 특징으로 하는 심각한 단백질 영양장애의 한 형태이다. 칼로리 섭취는 충분하지만 단백질 섭취가 부족(혹은 양질의 단백질이 부족)해서 발생하는 것으로 생각되어 마라스무스와 구별된다. 최근 연구에 따르면 β-카로틴, 라이코펜, 기타 카로티노이드, 비타민 C와 같은 항산화 미량 영양소의 부족과 아플라톡신의 존재가 질병 발병에 중요한 역할을 할 수 있다. 그러나 콰시오커의 정확한 원인은 아직 알려지지 않았다. 부적절한 식량 공급은 콰시오커의 발생과 관련이 있다. 고소득 국가에서의 발생은 드물다. 젖을 뗀 어린이부터 약 5세 사이에 발생한다.
콰시오커와 유사한 조건은 역사를 통틀어 전 세계적으로 잘 기록되어 있다. 그러나 자메이카 소아과 의사인 시슬리 윌리엄스는 질병에 대한 최초의 공식적인 설명을 발표한 지 2년 후인 1935년에 이 용어를 도입했다. 윌리엄스는 콰시오커에 대한 연구를 최초로 수행하고 다른 식이 결핍과 구별했다. 그녀는 이것이 단백질 결핍일 수 있다고 제안한 최초의 사람이었다. 모유에는 아이의 성장에 필수적인 아미노산이 포함되어 있다. 위험에 처한 인구에서 콰시오커는 어린이가 모유에서 젖을 떼고 옥수수, 카사바 또는 쌀을 포함한 탄수화물이 많은 식단을 섭취하기 시작한 후에 발생할 수 있다.
어린이의 경우, 징후는 발의 양측 부종이다. 부종은 또한 손, 몸통 및 얼굴과 관련될 수 있다. 콰시오커는 지방간이 특징이다. 영양결핍 표현형의 이 지방간은 종종 염증과 섬유증의 증거를 동반한다.

## 같이 보기
- 빈혈
- 굶주림
- 구내염